# 第二次臨汝戰鬥
臨汝戰鬥發生於1929年12月12日，地點則是在中國豫中西一帶，是國民革命軍內部所發生的內戰戰鬥之一，也是中原大戰主要戰役。臨汝戰鬥的交戰雙方，一方為蔣中正轄下的國軍中央軍，另一方為孫殿英部隊。